# Séchage (cuisine)

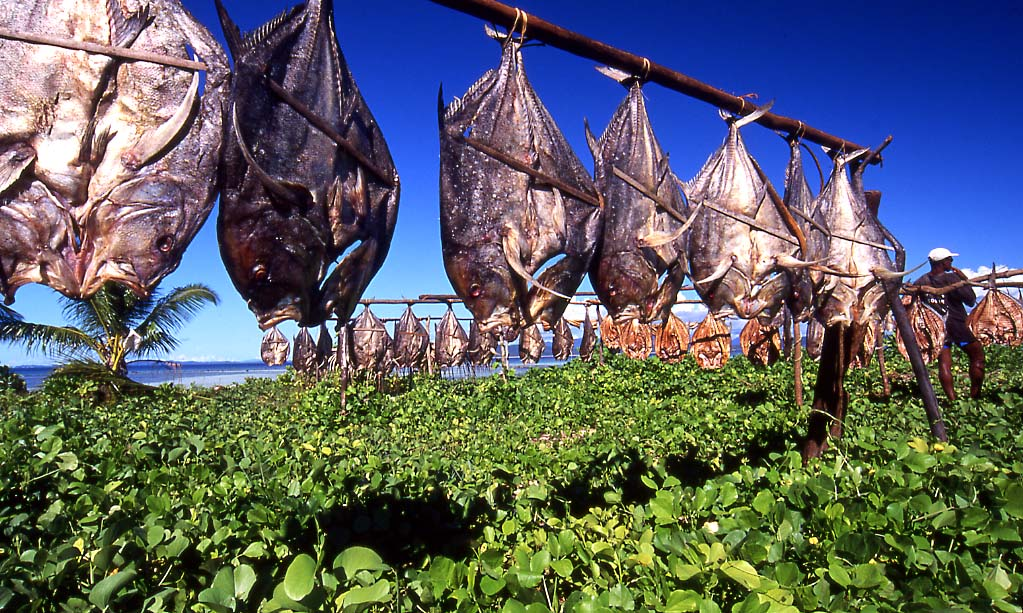
Séchage traditionnel de poissons à Madagascar (2006). Les poissons ont été vidés et ouverts en deux.

Le séchage est une méthode de conservation des aliments par déshydratation ou dessiccation. Il permet de ralentir la progression des bactéries, des levures et des moisissures en réduisant la quantité d'eau libre.

## Historique
Le séchage est une technique de conservation ancienne remontant au moins à 12000 av. J.-C. en Asie et au Moyen-Orient.

## Techniques
Les techniques de séchage sont multiples. L'évaporation (vent, soleil, chaleur) est la manière traditionnelle. Aujourd'hui des machines comme le déshydrateur et des techniques modernes comme la lyophilisation sont utilisées pour accélérer le processus.